# Kathryn
Kathryn és una població dels Estats Units a l'estat de Dakota del Nord. Segons el cens del 2000 tenia 63 habitants.

## Demografia
Segons el cens del 2000, Kathryn tenia 63 habitants, 29 habitatges, i 18 famílies. La densitat de població era de 41,2 hab./km².
Dels 29 habitatges en un 17,2% hi vivien nens de menys de 18 anys, en un 51,7% hi vivien parelles casades, en un 10,3% dones solteres, i en un 34,5% no eren unitats familiars. En el 31% dels habitatges hi vivien persones soles el 20,7% de les quals corresponia a persones de 65 anys o més que vivien soles. El nombre mitjà de persones vivint en cada habitatge era de 2,17 i el nombre mitjà de persones que vivien en cada família era de 2,58.
Per edats la població es repartia de la següent manera: un 14,3% tenia menys de 18 anys, un 3,2% entre 18 i 24, un 28,6% entre 25 i 44, un 22,2% de 45 a 60 i un 31,7% 65 anys o més.
L'edat mediana era de 48 anys. Per cada 100 dones de 18 o més anys hi havia 116 homes.
La renda mediana per habitatge era de 19.375 $ i la renda mediana per família de 40.625 $. Els homes tenien una renda mediana de 30.625 $ mentre que les dones 19.375 $. La renda per capita de la població era de 15.618 $. Entorn del 15,4% de les famílies i el 16,4% de la població estaven per davall del llindar de pobresa.

## Poblacions més properes
El següent diagrama mostra les poblacions més properes.